# 聖奧古斯塔 (明尼蘇達州)
聖奧古斯塔（英語：St. Augusta）是一個位於美國明尼蘇達州斯特恩斯縣的城市。

## 人口
根據2020年美國人口普查的數據，聖奧古斯塔的面積為77.28平方千米，當中陸地面積為76.88平方千米，而水域面積為0.40平方千米。當地共有人口3497人，而人口密度為每平方千米45人。